# 安藤博 (ジャーナリスト)
安藤 博（あんどう ひろし、1938年11月 - ）は、日本のジャーナリスト、社会運動家。

## 略歴
東京生まれ。1962年一橋大学経済学部卒、1981年まで朝日新聞記者。1970年代半ばにはワシントン支局在勤。東海大学平和戦略国際研究所教授、（株）構造計画研究所研究員。市民立憲フォーラム、非暴力平和隊・日本、情報公開クリアリングハウス理事、福島原発行動隊代表理事。

## 著書
- 『ソフトウェア・ビジネス 新時代の起業家列伝』教育社(入門新書. 時事問題解説) 1986
- 『責任と限界 赤字財政の軌跡 大蔵省・日銀当事者が語る政策決定の真相』金融財政事情研究会 1987
- 『日米情報摩擦』1991 岩波新書
- 『日本経済成長の軌跡 30年の総決算と今後の進路』東洋経済新報社 1994
- 『市民の安全保障 ひとりからの平和構築』生活社 (Civics 市民立法-5)2006

### 共編著
- 『ニューメディアへの挑戦 燃える自治体の未来戦略』編著 ぎょうせい 1987
- 『ソフトウェア進化論』今井賢一編著,白井豊, 辻淳二,久保宏志, 玉置彰宏,浜田淳司共著 NTT出版 1989
- 『日本の大難題 この国はどうなるどうすべきか』白井久也共著 2000 平凡社新書

### 翻訳
- ジョージ・P.シュルツ, ケネス・W.ダム『市場への信頼 シュルツの効果的な経済政策』サイマル出版会 1983
- ロバート・C.エンゼル『円の抗争 「ガイアツ」依存国家の陥穽』江良真理子共訳 時事通信社 1993